# Huba (chef magyar)
Pour les articles homonymes, voir Huba.
Huba est un des sept chefs tribaux magyars qui conduisent leur nation en Europe depuis l'Asie dans la seconde moitié du IXe siècle.

## Biographie
À la tête de la tribu des Kürt-Gyarmat, Huba est un des six chefs hongrois (avec Előd, Tas, Töhötöm, Ond et Kond) qui se rallient au prince Álmos. 
Selon la chronique médiévale Gesta Hungarorum — rédigée par le chroniqueur Magister P. (en), dit Anonymus en hongrois, probablement sous le règne de Béla III —, quand les Magyars font irruption dans la plaine de Pannonie vers 895, Árpád envoie Huba conquérir le nord de la Hongrie, accompagné de Szoárd et de Kadocsa. Grâce à ses archers et à ses techniques de combat inconnues des locaux, Huba prend plusieurs villes près de Nitra et force les troupes slaves de Zobor à se réfugier dans la forteresse principale. 
Árpád accorde à Huba cette région, les territoires au bord de la forêt de Törzsök, à côté de la rivière Žitava.